# Bahamatrupial
Bahamatrupial (Icterus northropi) är en fågel i familjen trupialer inom ordningen tättingar.

## Utseende och läten
Bahamatrupialen är en 20-22 cm lång medlem av familjen med jämförelsevis slank och nedåtböjd näbb. Hanen är svart på huvud och framkropp, med brun eller grönaktig anstrykning på ryggen. Den är gul på undersidan från nedre delen av bröstet till undre stjärttäckarna, likaså gul på nedre delen av ryggen, övergumpen och övre stjärttäckarna. Större täckarna, vingpennorna och stjärtpennorna har vita spetsar och kanter.
Honan liknar hanen men är mattare och ljusare på ryggen, medan ungfågeln är olivgrön eller olivgrön ovan och gröngul på undersida och övergump. Näbben är svart, dock blågrå på inre delen av undre näbbhalvan. Ögonirisen är mörkbrun och benen blågrå. Bland lätena hörs ett hårt "keek" eller "check".

## Utbredning och systematik
Bahamatrupialen förekommer i Bahamas på öarna Andros, Great Abaco och Little Abaco. Den behandlas som monotypisk, det vill säga att den inte delas in i några underarter. Tidigare betraktades bahamatrupial, puertoricotrupial, kubatrupial och hispaniolatrupial som en och samma art, I. dominicensis.

## Status
Trots att bahamatrupialens bestånd är större än man tidigare trott är den ändå mycket liten och minskar i antal till följd av predation från invasiva arter och boparasitism. Den hotas också av orkaner och stigande havsnivåer som kan orsaka översvämningar och därigenom förstöra viktiga tallskogsmiljöer. Internationella naturvårdsunionen IUCN kategoriserar arten som starkt hotad. Världspopulationen uppskattas till mellan 2 400 och 8 400 vuxna individer.

## Namn
Fågelns vetenskapliga artnamn hedrar John Isaiah Northrop (1861-1891), amerikansk zoolog och samlare av specimen i Bahamas 1890.